# 2348 Michkovitch
2348 Michkovitch là một tiểu hành tinh. Nó được phát hiện ngày 10 tháng 1 năm 1939 bởi Milorad B. Protić ở Belgrade, Vương quốc Nam Tư, bây giờ là Serbia. Nó được đặt tên cho Vojislav V. Michkovitch (1892–1976).